# Agence barbare
Agence barbare est une série de bande dessinée d'heroic fantasy de Marko et Olier publiée aux éditions Bamboo entre 2003 et 2006.

## Albums
- Agence barbare, Bamboo :

1. Les Rues d'Astaris, 2003  (ISBN 2-912715-84-9)[2].
2. Les Gants de Zohorass, 2004  (ISBN 2-915309-08-6).
3. Drak Party, 2005  (ISBN 2-915309-88-4).
4. Barbares à gourdes, 2006  (ISBN 2-350-78112-7).

## Adaptation
La bande dessinée a été adaptée en jeu de rôle en octobre 2015 aux éditions Stellamaris.